# Farfalle del Parco nazionale delle Foreste Casentinesi, Monte Falterona e Campigna
Nel Parco sono note ad oggi 105 specie di farfalle, un numero relativamente elevato in ambito appenninico considerata la superficie dell’area e la sua estensione altitudinale.
Nelle zone montane si trovano Parnassius mnemosyne, molto localizzato ed incluso nella Direttiva Habitat 92/43/CEE, nonché Lycaena virgaureae, Argynnis niobe ed Erebia ligea, specie limitate a radure erbose di crinale e quindi vulnerabili all’espansione del bosco ed agli effetti del riscaldamento globale. 
Tra le farfalle in Direttiva Habitat, oltre a Parnassius mnemosyne sono segnalate a quote minori Zerynthia cassandra, Phengaris arion ed Euphydryas aurinia, tutte poco diffuse e meritevoli di azioni di tutela. 
Note per poche località e non più confermate da lungo tempo sono inoltre due specie tutelate dalla Legge Regionale 56/2000: Hyponephele lupina, endemismo genetico peninsulare che raggiunge in questa zona il limite settentrionale del suo areale appenninico, e Iolana iolas, monofaga su Colutea arborescens e considerata Quasi Minacciata nella Lista Rossa delle farfalle italiane. 
Degna di nota è infine Melitaea aurelia, che qui è prossima al confine meridionale del suo areale a livello italiano. 